# DIS+COVERサイエンス
DIS+COVERサイエンス（ディスカヴァーサイエンス、DIS+COVER SCIENCE）は、株式会社ディスカヴァー・トゥエンティワンが発行する新書レーベル。

## 概要
2010年4月15日、創立25周年を記念して創刊された。
キャッチコピーは、「科学っておもしろい！技術ってスゴイ！理系ってステキ！」「日本と世界の明るい未来のために」。
社長の干場弓子が立ち上げた。
カバーデザインは石間淳による。
創刊にあたっては、「バブル経済が崩壊し、かつてのような右肩上がりの経済成長は、少なくとも先進国では望めなくなり、現代の日本において、閉塞感が広がっている。こうした中で、希望を持たなければいけないが、それは現実的なものでなければならない。心の中で希望を育むだけではいけない。では、いったい何が現実的な希望をもたらすのか。それは、サイエンスであり、科学技術であり、技術革新であるはずである」といった思いが発せられた。
電子書籍版も発売されている。
2009年11月28日、創刊を記念して、北澤宏一による講演会「科学技術が日本を救う」が、東京都千代田区の科学技術館において開催された。
ディスカヴァー・トゥエンティワンが発行している新書シリーズには、他にディスカヴァー携書がある。

## 創刊ラインナップ
創刊ラインナップは次のとおり。
1. 科学技術は日本を救うのか 「第4の価値」を目指して（北澤宏一）
2. 科学との正しい付き合い方 疑うことからはじめよう（内田麻理香）
3. 予定不調和 サイエンスがひらく、もう一つの世界（長神風二）

## 関連事項
- ディスカヴァー携書